# Gordionus platycephalus
Gordionus platycephalus är en tagelmaskart som först beskrevs av Montgomery 1898.  Gordionus platycephalus ingår i släktet Gordionus och familjen Chordodidae. Inga underarter finns listade i Catalogue of Life.